# القائمة العراقية الوطنية

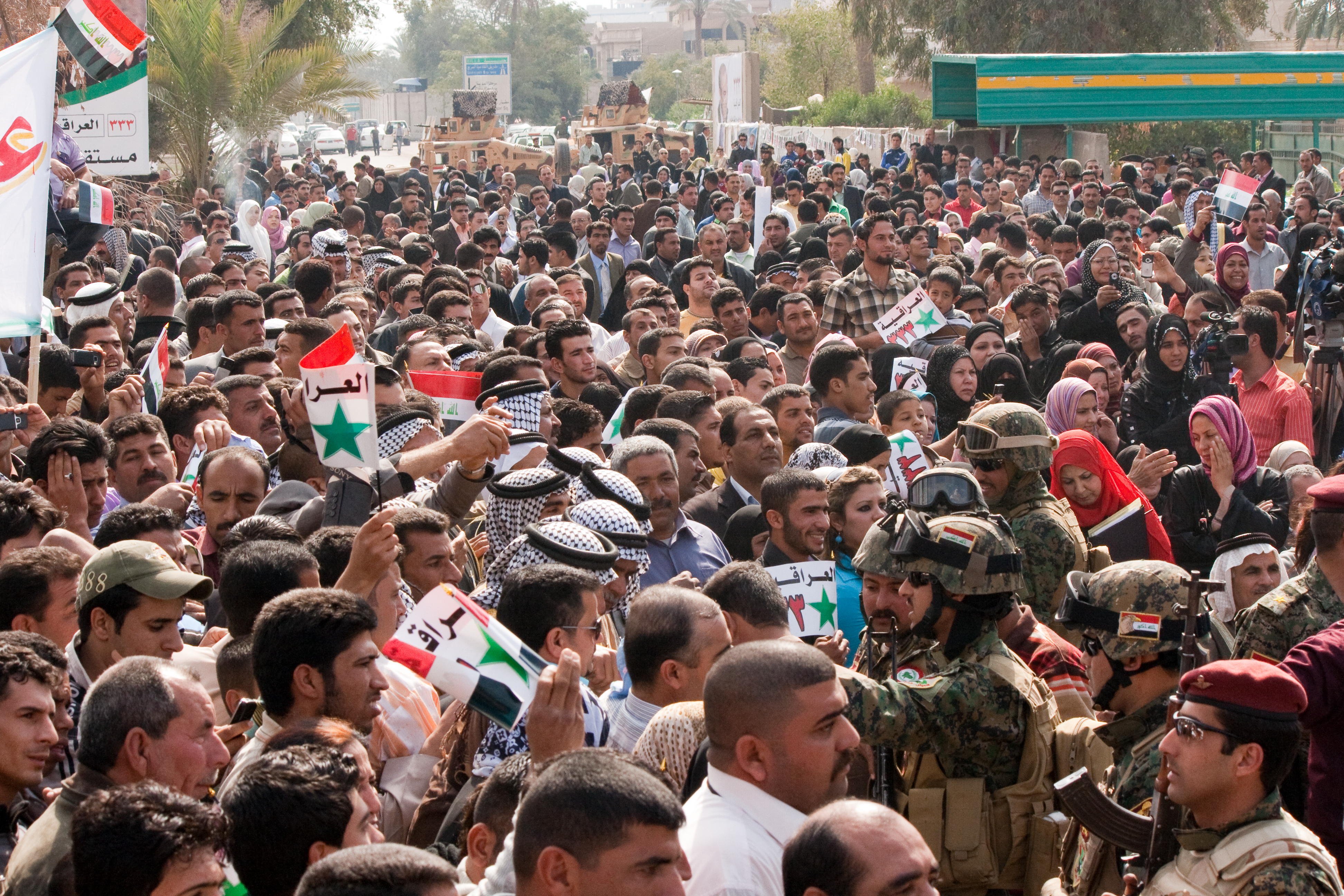

القائمة العراقية هي تحالف سياسي عراقي ليبرالي يضم أحزابا سنية وشيعية وكردية بقيادة رئيس الوزراء السابق إياد علاوي. في انتخابات عام 2010، حصلت الكتلة على 2,500,000 صوت مما جعلها تحصل على 91 مقعداً في البرلمان. تتميز هذه الكتلة بأنها جمعت مختلف شرائح المجتمع العراقي من المتدين إلى القومي والليبرالي. من شخصياتها البارزة صالح المطلك نائب رئيس الوزراء وجمال الكربولي أمين عام الحركة الوطنية للاصلاح والتنمية (الحل) وطارق الهاشمي نائب رئيس الجمهورية وأسامة النجيفي رئيس البرلمان العراقي ورافع العيساوي وزير المالية.
في إنتخابات البرلمان العراقي 2010، حصلت القائمة على المركز الأول بين القوائم المتنافسة حيث حصدت 91 مقعداً من أصل 325 مقعداً في البرلمان.

## تفكك وتضائل القائمة
في الفترة الأخيرة بدأت القائمة العراقية تشهد انهيارات متواصلة فمن انسحاب إسكندر وتوت وأربعة من أعضاء مجلس محافظة بابل إلى انسحاب حركة الوفاق الوطني ومن ثم انسحاب 42 كما أعلن ذلك غالب الأسدي في مؤتمر صحفي 1 وغيرهم مما يحصر القائمة في مجموعة من الكتل والأطياف وذلك بعد مغادرة النواب الشيعة للقائمة.
وقد عزى القيادي البارز في القائمة العراقية ونائب رئيس لجنة الأمن والدفاع البرلمانية إسكندر وتوت ذلك إلى أن «القائمة العراقية لم تعد تمثل المشروع الوطني، بل باتت للأسف رهينة مشاريع ومسائل أخرى».

## وصلات خارجية
- موقع القائمة العراقية